# Unterseeboot 1161
L'Unterseeboot 1161 ou U-1161 est un sous-marin allemand (U-Boot) de type VIIC utilisé par la Kriegsmarine pendant la Seconde Guerre mondiale.
Le sous-marin est commandé le 25 août 1941 à Danzig (Danziger Werft), sa quille posée le 27 octobre 1942, il est lancé le 8 mai 1943 et mis en service le 25 août 1943, sous le commandement du Teniente di Vascello italien Frederico de Siervo.
L'U-1161 n'a ni coulé ni endommagé de navire, n'ayant pris part à aucune patrouille de guerre.
Il se saborde en mai 1945.

## Conception
Unterseeboot type VII, l'U-1161 avait un déplacement de 769 tonnes en surface et 871 tonnes en plongée. Il avait une longueur totale de 67,10 m, un maître-bau de 6,20 m, une hauteur de 9,60 m, un tirant d'eau de 4,74 m et un tirant d'air de 4,86 m. Le sous-marin était propulsé par deux hélices de 1,23 m, deux moteurs diesel Germaniawerft M6V 40/46 de 6 cylindres en ligne de 1 400 cv à 470 tr/min, produisant un total de 2 060 à 2 350 kW en surface et de deux moteurs électriques Garbe, Lahmeyer & Co. RP 137/c de 375 cv à 295 tr/min, produisant un total 550 kW, en plongée. Le sous-marin avait une vitesse en surface de 17,7 nœuds (32,8 km/h) et une vitesse de 7,6 nœuds (14,1 km/h) en plongée. Immergé, il avait un rayon d'action de 93 milles marins (150 km) à 4 nœuds (7,4 km/h; 4,6 milles par heure) et pouvait atteindre une profondeur de 230 m. En surface son rayon d'action était de 9 426 milles nautiques (soit 15 170 km) à 10 nœuds (19 km/h).
L'U-1161 était équipé de cinq tubes lance-torpilles de 53,3 cm (quatre montés à l'avant et un à l'arrière) et embarquait quatorze torpilles. Il était équipé d'un canon de 8,8 cm SK C/35 (220 coups) et d'un canon de 20 mm Flak C30 en affût antiaérien. Il pouvait transporter 26 mines Torpedomine A ou 39 mines Torpedomine B. Son équipage comprenait 4 officiers et 44 à 56 sous-mariniers.

## Historique
Il suit sa période initiale d'entraînement à la 8. Unterseebootsflottille jusqu'au 8 septembre 1943. À partir du 27 septembre, il est affecté comme navire école dans la 24. Unterseebootsflottille et dans la 18. Unterseebootsflottille. Il est transféré à la 5. Unterseebootsflottille le 1er mars 1945, toujours comme sous-marin d'entrainement.
L'U-1161 est prêté à la Regia Marina en échange des sous-marins italiens basés à Bordeaux. Il reçoit l'immatriculation S8 le 25 août 1943.
Le 10 septembre 1943, après l'Armistice de l'Italie, la Kriegsmarine le récupère, à Gotenhafen. Il est renommé U-1161 le 27 septembre 1943.
Juste avant la fin de la guerre, il quitte Kiel pour le fjord de Flensbourg, en attente de futurs ordres d'opérations.
Le 5 avril 1945, il est sabordé dans la baie de Kupfermühlen (fjord de Flensbourg) à la position géographique 54° 50′ N, 9° 29′ O, suivant les ordres de l'Amiral Karl Dönitz (Opération Regenbogen).
L'épave est renflouée et démolie après la guerre.

## Affectations
- 8. Unterseebootsflottille du 25 août 1943 au 8 septembre 1943 (Période de formation).
- 24. Unterseebootsflottille du 27 septembre 1943 au 31 janvier 1945 (Navire-école).
- 18. Unterseebootsflottille du 1er février 1945 au 28 février 1945 (Navire-école).
- 5. Unterseebootsflottille du 1er mars 1945 au 5 mai 1945 (Période de formation).

## Commandement
- Teniente di Vascello Frederico de Siervo du 25 août 1943 à septembre 1943.
- Oberleutnant zur See Karl-Heinz Raabe du 27 septembre 1943 au 17 janvier 1945.
- Kapitänleutnant Bruno Schwalbach du 18 janvier 1945 au 5 mai 1945.